# Айра Гершвін
Айра Гершвін (англ. Ira Gershwin; 6 грудня 1896, Нью-Йорк, США — 17 серпня 1983, Беверлі-Гіллз, США) — американський поет-пісняр, брат відомого композитора Джорджа Гершвіна. У співпраці з братом створив безліч популярних бродвейських постановок, найбільш знамениті з яких є опера «Поргі і Бесс». Після смерті Джорджа Гершвіна співпрацював з композиторами Гарольдом Арленом, Куртом Вайлем, Джеромом Керном та ін.

## Біографія
Справжнє ім'я — Ізраель Гершовиць (англ. Israel Gershovitz). Народився в Нью-Йорку 6 грудня 1896. Його батьки, Морріс (Мойша) і Роза Гершовиць, змінили прізвище на Гершвін задовго до того, як їхні діти стали знаменитими. В молодості Айра був сором'язливим, проводив багато часу за книгами, проте і в школі, і в коледжі він активно співпрацював з декількома шкільними журналами та газетами. У 1914 році закінчив школу Townsend Harris High School, після чого вступив до Сіті Коледж, який, однак, не закінчив. 
Спочатку Айра працював касиром на підприємстві свого батька. Лише в 1921 році він входить в світ музичного бізнесу, написавши текст для постановки «Дві дівчинки в синьому» (англ. Two Little Girls in Blue). композитора Вінсента Юманза. Постановка була добре сприйнята критикою і дозволила Гершвінові успішно ввійти в театральні кола з першої спроби. Спочатку Айра використовував псевдонім Артур Френсіс (англ. Arthur Francis), від якого відмовився в 1924 році. У 1926 році одружився з Елеонорою Странською (англ. Leonore Strunsky). 
З 1924 року Айра починає співпрацювати зі своїм братом Джорджем. Їх першим бродвейським хітом став мюзикл «Lady, Be Good!». Згодом вони створили більше десятка популярних постановок, а також написали музику і тексти для чотирьох фільмів. До числа їх найбільш знаменитих робіт слід віднести оперу «Поргі і Бесс», пісні «The Man I Love», «Fascinating Rhythm», «Someone to Watch Over Me», «I Got Rhythm» та «They Can not Take That Away from Me». Їх співпраця тривала до раптової смерті Джорджа в 1937 році. Після смерті брата Айра практично нічого не писав протягом трьох років.
Згодом Айра співпрацював з такими відомими композиторами, як Джером Керн (фільм «Дівчина з обкладинки»), Курт Вайль («Куди ми звідси підемо?» та «Lady in the Dark») і Гарольд Арлен («Зірка народилася», «Life Begins at 8:40»). Провал постановки «Park Avenue» в 1946 році (створеної в співавторстві з композитором Артуром Шварцем) призвів до того, що вона стала своєрідним прощанням Айри з Бродвеєм. У 1947 році він відібрав 11 пісень, написаних Джорджем, які ніколи не публікувалися, написав для них нові тексти і включив їх в фільм «Жахлива міс Пілгрим». Останнім помітним внеском Айри в музику стали тексти для фільму «Kiss Me, Stupid» (1964), хоча більшість критиків вважають останньою його значною роботою фільм «Зірка народилася» (1954). З середини 1960—х років він остаточно відійшов від творчости.
Завдяки старанням американського співака, піаніста і музикознавця Майкла Фейнстейна, який співпрацював з Айрою Гершвіном в останні роки життя поета, деякі з неопублікованих творів братів Гершвінів були опубліковані й виконані вже після смерті Айри. 
Помер 17 серпня 1983 року в Беверлі-Гіллз. Похований на кладовищі Вестчестер-Гіллз в Гастінгсі-на-Гудзоні (штат Нью-Йорк). 

## Нагороди та визнання
Три пісні Айри Гершвіна — «They Can not Take That Away From Me» (1937), «Long Ago and Far Away» (1944) і «The Man That Got Away» (1954) — були номіновані на Премію «Оскар» за кращу пісню до фільму, проте, жодна з них не отримала цієї нагороди. 
Разом з Джорджем Кауфманом і Моррі Ріскіндом в 1932 році Айра Гершвін отримав Пулітцерівську премію за драматичний твір для театру (за мюзикл «Of Thee I Sing»). 
У 1988 році Каліфорнійському університеті у Лос-Анджелесі була заснована Премія імені Джорджа і Айра Гершвінів за прижиттєві музичні досягнення (в 1936 році брати адаптували одну з пісень мюзиклу «Strike Up the Band», створивши тим самим бойову пісню «Strike Up the Band for UCLA», яку вони і подарували університету). Лавреатами цієї премії стали Анджела Ленсбері (1988), Рей Чарльз (1991), Бернадетт Пітерс (1995), Френк Сінатра (2000), Стіві Вандер (2002), Джеймс Тейлор (2004), Берт Бакарак (2006) та інші відомі виконавці. 
4 червня 1998 року в Алеї Слави була відкрита зірка Айри Гершвіна. 
У 2007 році Бібліотекою Конгресу була заснована Гершвінська премія, названа на честь братів Гершвінів. Першими музикантами, яких відзначили цією нагородою стали Пол Саймон, Стіві Вандер і Пол Маккартні. 

## Твори

### Мюзикли і опери

#### Створені в співавторстві з Джорджем Гершвіном
- A Dangerous Maid
- Primrose
- Lady, Be Good
- Tip—Toes
- Oh, Kay!
- Strike Up the Band
- Funny Face
- Rosalie
- Treasure Girl
- Show Girl
- Girl Crazy
- Of Thee I Sing
- Pardon My English
- Let 'Em Eat Cake
- «Поргі та Бесс»
- Crazy for You
- Nice Work If You Can Get It

#### Створені в співавторстві з іншими композиторами
- Ladies First
- The Sweetheart Shop
- Two Little Girls in Blue
- For Goodness Sake
- Molly Darling
- Captain Jinks
- Shoot the Works
- Life Begins at 8:40
- Thumbs Up!
- Lady in the Dark
- The Firebrand of Florence
- Park Avenue

### Найбільш відомі пісні
- «But Not for Me»
- «Embraceable You»
- «I Can not Get Started»
- «I Got Rhythm»
- «The Man I Love»
- «They Can not Take That Away from Me»
- «Someone to Watch over Me»
- «'S Wonderful»
- «The Man That Got Away»
- «Strike Up the Band»
- «Sunny Disposish»

### Участь у створенні фільмів
В цілому пісні на вірші Айри Гершвіна звучать в більш ніж трьохстах фільмах. Повний їх перелік доступний на сайті imdb.com. 